# Lone Star (Texas)
Pour les articles homonymes, voir Lone Star.
Lone Star est une ville américaine du comté de Morris, dans l’État du Texas. Sa population était de 1 581 habitants en 2010.

## Source
- (en) Cet article est partiellement ou en totalité issu de l’article de Wikipédia en anglais intitulé « Lone Star, Texas » (voir la liste des auteurs).